# Lain (Obervaz)
Lain (toponimo tedesco e romancio) è una frazione del comune svizzero di Obervaz, nella regione Albula (Canton Grigioni).

## Monumenti e luoghi d'interesse

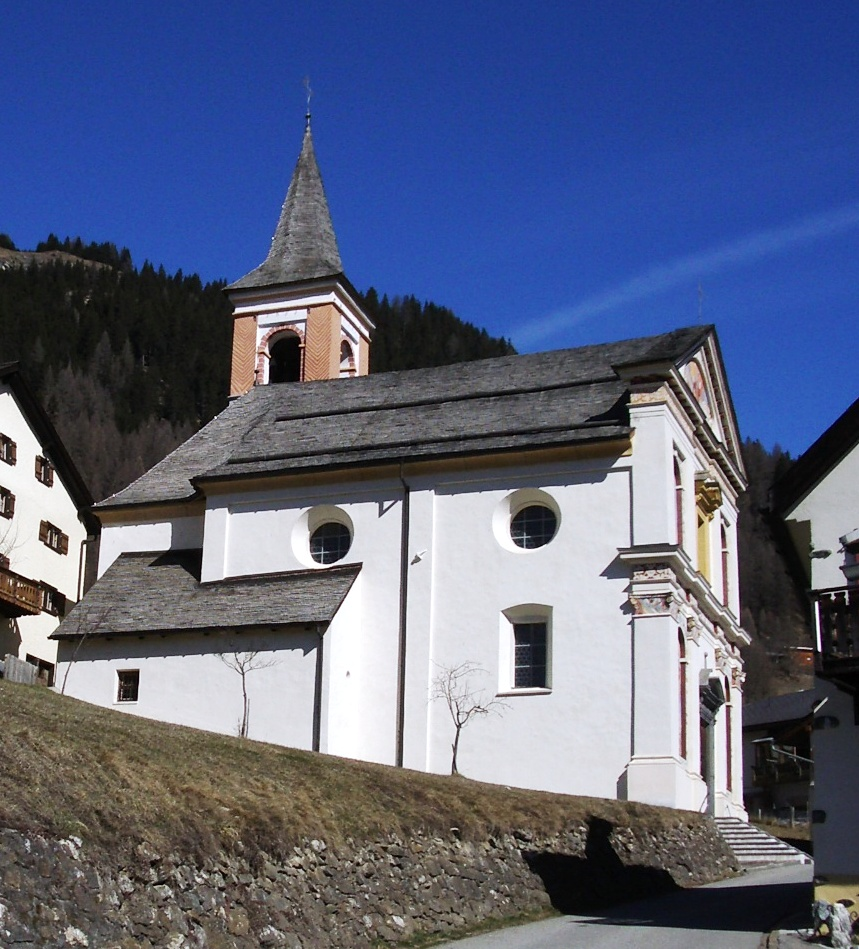
La chiesa di San Lucio

- Chiesa cattolica di San Lucio, attestata dal 1508 e ricostruita nel 1499 e nel 1678-1680[1].